# Ivar Ahlgren
Sven Ivar Ahlgren, född 5 september 1913 i Malmö, död 21 april 1983 i Katarina församling i Stockholm, var en svensk ingenjör och företagsledare.
Ivar Ahlgren tog examen vid Kungliga Tekniska högskolan 1935 och blev samma år anställd vid Svenska radioaktiebolaget (SRA). Åren 1961–1977 var han verkställande direktör för SRA, som hade Ericsson som huvudägare. Under hans tid som VD för SRA upphörde företaget med sin tillverkning av radio- och TV-apparater (verksamheten och varumärket Radiola såldes 1964 till AGA). Företaget koncentrerade sin verksamhet på kommunikationsradio. Ahlgren är begravd på Katarina kyrkogård i Stockholm.

### Fotnoter
1. ↑  Ahlgren, Ivar i Vem är det 1969
2. ↑  ”Ahlgren, Sven”. SvenskaGravar.se. https://www.svenskagravar.se/gravsatt/2b71ade0-4e4f-4e54-9f07-d4a1b92a906b. Läst 1 mars 2024.